# Temelji (knjižna serija)
Temelji (v izvirniku angleško Foundation) je serija znanstvenofantastičnih knjig ameriškega avtorja Isaaca Asimova. Prvič je bila objavljena kot serija kratkih zgodb in novel v letih 1942–50, kasneje pa v treh zbirkah med letoma 1951–53. Skoraj trideset let je serija ostala trilogija: Temelji, Temelji in Cesarstvo in Drugi Temelji. Leta 1966 je prejela enkratno nagrado hugo za »najboljšo serijo vseh časov«. Asimov je kasneje dodal nove zgodbe, dve nadaljevanji: Foundation's Edge in Foundation and Earth, in dve predzgodbi: Prelude to Foundation in Forward the Foundation.
Dogajanje je postavljeno v poslednje dni Galaktičnega cesarstva prihodnosti, kjer matematik Hari Seldon razvije teorijo psihozgodovine, nekakšne matematike sociologije. Z uporabo statističnih zakonov množičnega delovanja lahko napove prihodnost velikih populacij. Seldon predvidi bližajoči propad Cesarstva, ki obsega celo krajevno galaksijo, in napove, da bo sledilo obdobje barbarstva, ki bo trajalo 30.000 let, preden bo vzknilo novo cesarstvo. Čeprav je vztrajnost gibanja v smeri propada Cesarstva premočno, da bi ga ustavili, Seldon izdela načrt, po katerem bi omejil to vmesno obdobje na zgolj tisoč let.

## Zgodovina objav

### Izvirne kratke zgodbe
Izvirna trilogija romanov je pravzaprav zbirka osmih kratkih zgodb in novel, ki so bile objavljene v reviji Astounding Science-Fiction med majem 1942 in januarjem 1950. Po besedah Asimova je bilo izhodišče zasnovano na zamislih zgodovinskega dela Edwarda Gibbona Zgodovina padca in propada Rimskega cesarstva in je spontano nastalo na poti na srečanje z urednikom Johnom W. Campbellom, s katerim je razvil koncepte o propadu Galaktičnega cesarstva, Temeljev, ki ostanejo branik civilizacije in psihozgodovine. Asimov je te zgodnje zgodbe napisal v svojem stanovanju v Zahodni Filadelfiji, ko je delal v ladjedelnici Vojne mornarice v Filadelfiji.

### TrilogijaTemelji
Prve štiri zgodbe so bile zbrane skupaj z novo uvodno zgodbo in objavljene pri založbi Gnome Press leta 1951 pod naslovom Temelji (Foundation). Kasnejše zgodbe so bile objavljene v parih pri založbi Gnome kot Temelji in Cesarstvo (Foundation and the Empire, 1952) in Drugi Temelji (Second foundation, 1953), s čimer je nastala trilogija Temelji, kot je serija še vedno znana.
Trilogija Temelji je izšla v slovenščini pod naslovom Temelji I.-III. v prevodu Igorja Harba pri Cankarjevi založbi.

### Kasnejša nadaljevanja in predzgodbe
Leta 1981 je Asimov po prepričevanju svojih založnikov napisal četrto knjigo, ki je dobila naslov Foundation's Edge (1982).
Štiri leta kasneje je Asimov nadaljeval z drugim nadaljevanjem, Foundation and Earth (1986), ki sta ji sledili predzgodbi Prelude to Foundation (1988) in Forward the Foundation (1993). Slednja je bila objavljena po njegovi smrti leta 1992. Med dvema letoma premora med pisanjem nadaljevanj in predzgodovin je Asimov svojo serijo Temelji povezal z drugimi serijami, ki jih je ustvarjal, da je nastalo enotno literarno vesolje. Osnovna povezava je omenjena v Foundation's Edge: nejasen mit o prvi fazi vesoljskih kolonij z roboti in potem drugi brez njih. Ideja je razvita v Robotih jutranje zore, ki poleg prikaza, kako naj bi bila omogočena druga faza kolonizacije, ilustrira prednosti in slabosti prve faze kolonizacije in njihove tako imenovane kulture C/Fe (ogljik/železo, kar simbolizira ljudi in robote skupaj). V isti knjigi je izraz psihozgodovina uporabljen za opisovanje začetne ideje Seldonovega dela. Nekatere slabosti te vrste kolonizacije so prikazane tudi s dogodki, opisanimi že v Golem soncu iz leta 1957.
Povezava med vesolji Robotov in Temeljev je bila okrepljena tako, da je robot R. Daneel Olivaw – prvotno predstavljen v Jeklenih votlinah – živel na desettisoče let in odigral glavno vlogo za kulisami tako v vrhuncu Galaktičnega cesarstva kot pri vzponu obeh Temeljev, ki sta ga nadomestila.